# Адам Хмам
Адам Хмам (араб. آدم حمام; нар. 11 листопада 1994, м. Туніс) — туніський гравець у настільний теніс. Гравець з найвищим рейтингом у Тунісі. Здобув бронзову медаль у змішаній команді на літніх юнацьких Олімпійських іграх 2010 року з китайцем Гу Ютіном. 

## Кар'єра
Після перемоги на молодіжному чемпіонаті Африки в 2011 році Адам Хмам приєднався до збірної Франції 1 з настільного тенісу в Монпельє.
У 2013 році Хмам знову виграв юнацький чемпіонат Африки.
Успішно пройшов кваліфікацію до літніх Олімпійських ігор 2020 року в Токіо, проте у попередньому раунді поступився представнику України Коу Лей.

## Зовнішні посилання
- Профіль [Архівовано 1 серпня 2021 у Wayback Machine.] на сайті Міжнародної федерації з настільного тенісу (англ.)